# حوزه انتخابیه نهم نیوجرسی
حوزه انتخابیه نهم نیوجرسی یک حوزه انتخابیه مجلس نمایندگان آمریکا است که در ایالت نیوجرسی قرار دارد.